# Webedia
Webedia est une régie publicitaire spécialisée dans les médias en ligne, filiale du groupe Fimalac. Son siège social est situé au 2 rue Paul Vaillant-Couturier à Levallois-Perret. Ses fondateurs sont Cédric Siré et Guillaume Multrier.
Présent dans plus de dix-sept pays, Webedia rassemble plus de 350 millions de visiteurs uniques mensuels dans le monde (selon ComScore en décembre 2024). L'entreprise se place à la 9e place des groupes de médias français en ligne avec une audience moyenne de trente et un millions de visiteurs uniques par mois selon Médiamétrie/Netratings en février 2025, derrière le groupe Figaro - CCM Benchmark ou Reworld Media.
L'entreprise possède notamment :
- en France, les sites AlloCiné, Jeuxvideo.com, MGG, Puremédias, Purebreak, Terrafemina, 750g, easyVoyage, l’Automobile Magazine, Le 10 sport, etc. ;
- au Brésil, les sites Adorocinema, Tudo Gostoso et Minhavida ;
- en Allemagne, les sites Filmstarts, Moviepilot et GameStar ;
- en Espagne, les sites Xataka et SensaCine.

En 2025, le groupe Webedia estime son effectif à 2 000 salariés.

## Historique

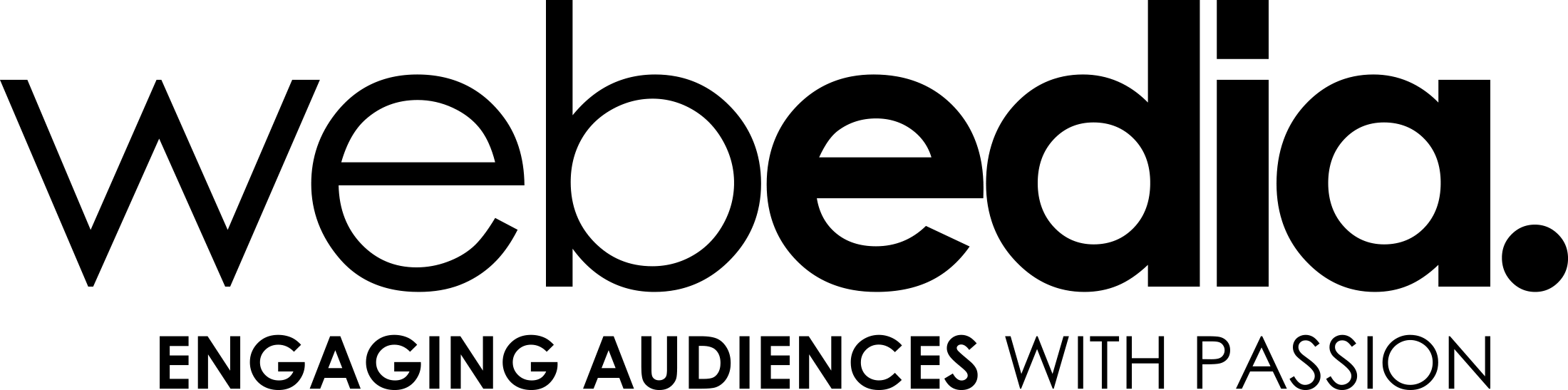
Ancien logo, de 2016 à 2022.

Logo depuis 2022.

### Création et premiers développements (2007-2012)
Webedia est une entreprise créée en France en 2007 par Cédric Siré,. Il fait suite aux lancements successifs des sites Purepeople (tout en ligne sur l'actualité des célébrités), Puretrend et Purefans, des sites internet créés dans des secteurs considérés comme « à fort potentiel d'intérêt et très peu traités en ligne ». En décembre 2008, elle rachète le comparateur de prix Shopoon, lancé en mai 2006 par La Redoute qu’elle renomme par la suite PureShopping. En janvier 2011, Webedia rachète au groupe M6 le site spécialisé dans les médias Ozap puis le renomme Puremédias. Le groupe lance également Purebreak, plateforme d'actualité à destination des milléniaux puis Purecharts, site d'actualité musicale.

### Acquisition par Fimalac et expansion (2013–2015)
Fimalac devient actionnaire majoritaire du groupe en mai 2013. L'entrée au capital de l’entreprise permet de nouvelles acquisitions, d'abord le site Terrafemina en mai puis le rachat d'AlloCiné en juillet pour 67 millions d'euros. En décembre, le groupe ajoute le site culinaire 750g et la plateforme culturelle Exponaute,. L'entreprise opère plusieurs acquisitions en 2014 pour renforcer son poids dans l’univers numérique. Le propriétaire de CanalBlog ajoute OverBlog en avril 2014.
En septembre 2015, Webedia rachète Mixicom, alors premier réseau de chaînes YouTube en France, qui rassemble les vedettes de la plateforme Norman, Cyprien, Squeezie et Natoo. Ce rachat s'effectue dans une volonté d'« associer de grandes marques médias aux talents du Web » afin de permettre au groupe de devenir « un éditeur de contenus premium et un spécialiste du marketing de l'influence et de la publicité native ». Cette acquisition place le groupe comme un acteur important du divertissement de l'Internet français qui reçoit la visite du président de la République française François Hollande. Cet investissement dans le divertissement est une digression par rapport aux activités du groupe Fimalac.
Condamné pour atteinte à la vie privée par le tribunal de grande instance de Nanterre novembre 2015 pour un article sur le site Purepeople,, le pôle média de Fimalac est critiqué pour le travail « précaire » de ses journalistes et son native advertising, la rédaction rédigeant parfois des publicités,.
À la fin de l'année 2015, le cofondateur Guillaume Multrier quitte le groupe pour créer une entreprise spécialisée dans l'hôtellerie. Autoproclamée licorne avec une valorisation revendiquée supérieure au milliard d'euros, une expertise indépendante valorise l’entreprise entre 475 et 663 millions d'euros (dette incluse) en avril 2016 et juge les prix d'acquisition de l'entreprise nettement supérieurs à ceux du marché.

### Diversification des activités (2016–2020)
Webedia acquiert en 2017 la société de production IDZ, fondée en 2009 et basée à Paris. L’entreprise est active dans les domaines de la production télévisuelle (bandes-annonces, autopromotions) et des contenus numériques (vidéos YouTube, clips musicaux). Elle développe des projets pour des marques et des artistes, en intégrant les usages du numérique et en collaborant avec de jeunes réalisateurs.
En 2018, le groupe Webedia s’implante au Mexique et dans d'autres pays d'Amérique latine avec pour objectif de répliquer le modèle Français, déjà implanté au Brésil. C'est aussi en 2017 qu'est lancée sa première chaîne TV 100% consacrée à l’esport, initialement appelée ES1.
En 2019, Webedia s’associe à Riot Games pour lancer la Ligue Française de League of Legends (LFL), une compétition nationale consacrée au jeu vidéo League of Legends. La même année, le groupe développe l’émission Popcorn avec le créateur de contenus Domingo, un talk-show diffusé en direct sur Twitch. L’émission, destinée principalement à un public jeune, connaît une audience importante, avec en moyenne 7 millions de spectateurs et 13 millions de vues par saison sur la plateforme. Webedia élargit également ses activités dans le domaine de la santé en prenant une participation majoritaire dans la société des frères Cymes, autour de la marque Dr Good! portée par Michel Cymes. Parallèlement, le groupe acquiert 51 % du capital de la société de production audiovisuelle Elephant, spécialisée dans les fictions, magazines et documentaires, dans le but de rapprocher les univers du numérique et de l’audiovisuel.
En juin 2020, dans un contexte de pandémie de Covid-19 en France, l’entreprise annonce un plan d'économies et une « rupture conventionnelle collective sur la base du volontariat » pour 80 à 90 personnes en France et 150 départs de collaborateurs à l'étranger,. Quelques mois plus tard, Webedia s’associe au journaliste scientifique Jamy Gourmaud, et crée la marque Épicurieux dédiée à la vulgarisation autour des thématiques de l’éducation et du savoir.

### Réorganisation et débats autour du modèle économique (2021–)
En avril 2021, Webedia met en place sur l'ensemble de ses sites un « mur de cookies » qui en conditionne l'accès : ceux-ci ne sont gratuits qu'à condition d'accepter le dépôt de l'entièreté des cookies publicitaires tandis que la formule payante permet leur blocage (mais pas celui des cookies de base ni des publicités),. La légalité et la légitimité d'une telle politique, non exclusive à Webedia, n'a pas été tranchée par la CNIL, l'autorité française compétente en la matière, privilégiant une approche au « cas par cas »,,. Interrogée à ce sujet lors d'une interview concernant la refonte du site Jeuxvideo.com en mai 2021, la directrice générale chargée du développement de l'entreprise Michèle Benzeno justifie ce choix en expliquant qu'il est destiné à « rappeler à tout le monde qu'Internet n'est pas gratuit et que pour pouvoir être en mesure de proposer du contenu à la hauteur des exigences de notre communauté de passionnés, il fallait pouvoir le financer, via de la publicité ciblée ou un abonnement payant » tout en précisant que la majorité des internautes « préfèrent accepter la dépose de cookies publicitaires » à la version payante.  Webedia regroupe cette année-là ses activités d’influence sous le label Webedia Creators.
En 2022, le patron de Fimalac Marc Ladreit de Lacharrière réfute les rumeurs de mise en vente de Webedia, mais concède rechercher de nouveaux partenaires pour accélérer son développement international. Deux ans plus tard, le groupe Webedia annonce l’entrée dans son capital, aux côtés de Fimalac, d’Aglaé Ventures, le fond d’investissement dédié à la technologie de la famille Arnault.
En janvier 2025, après 16 années à la tête du groupe et l'échec de la vente et de la recherche d'un repreneur pour le groupe Webedia, le directeur général Cédric Siré quitte l'entreprise. Christian Bombrun prend sa suite après avoir dirigé les services numériques du groupe sud-africain MTN, et préalablement passé par Orange, M6 Web et Canal+.

## Activités
| Date                   | avr. 2017 | déc. 2017   | déc. 2018   | déc. 2019    | déc 2024     |
| Audience (en millions) | 177       | 188 · +6,2% | 250 · +9,2% | 276 · +10,4% | 350 · +26,8% |

À partir de 2017, Webedia est le premier acteur français à utiliser la mesure des audiences mondiales lancée par comScore. L'entreprise américaine mesure la couverture dédupliquée sur PC, ordinateurs portables, smartphones et tablettes, et comprend les audiences des sites internet, applications mobiles et vidéos.
Fin février 2017, le groupe média finalise l'acquisition de MyPoseo, un éditeur de solutions SaaS permettant de suivre les évolutions des résultats de Google, renforçant ainsi ses compétences SEO[Quoi ?]. En 2019, Webedia prend une participation majoritaire au sein de la société Partoo, qui édite une plateforme SaaS spécialisée dans le marketing local pour les enseignes et commerçants (référencement des points de vente et de leurs informations sur l'ensemble des réseaux sociaux, gestion des avis et commentaires...). En mai 2021, Webedia réinvestit 15 millions d'euros dans sa filiale Partoo, dont le groupe est actionnaire majoritaire, afin de lui permettre de réaliser une nouvelle étape de son développement international.
Depuis 2020, Webedia organise ses activités autour du triptyque « médias-talents-production », tout en ayant une activité de régie publicitaire de médias.

### Médias

#### Liés aux activités cinématographiques
Les principaux médias liés aux activités cinématographiques du groupe sont AlloCiné, média digital consacré au cinéma et aux séries avec plus de 13 millions de visiteurs uniques mensuels et FilmsActu, chaîne YouTube de vidéos de cinéma avec plus de 4 millions d'abonnés.
En février 2015, Webedia acquiert la société Côté Ciné Group, éditrice de solutions technologiques à destination des salles de cinéma, et de magazines de presse spécialisée à destination des professionnels du cinéma (BoxOffice aux États-Unis, Côté Ciné en France). Le 22 octobre 2018, Webedia annonce la fusion du magazine BoxOffice avec Film Journal International.
En septembre 2019, Webedia regroupe ses activités cinématographiques sous la marque The Boxoffice Company. Cette nouvelle filiale se compose alors d'AlloCiné et ses différentes déclinaisons à l'international (Espagne, Allemagne, Brésil, Turquie), ainsi que de Côté Ciné Group (incluant les publications BoxOffice aux États-Unis et sa déclinaison en France), WestWorldMedia (USA) et Peach Digital (Royaume-Uni) pour les services marketing, de bases de données et de business intelligence à destination des professionnels du cinéma.

#### Web TV
En mars 2017, Webedia lance LeStream.fr, une web TV consacrée aux jeux vidéo, résultat de deux ans d'élaboration, en compagnie de plusieurs youtubeurs dont Cyprien et Squeezie,. Diffusée sur Twitch, la web TV, renommée LeStream, a plus d'un 1 million d'abonnés sur la plateforme. La web TV ferme ses portes le 31 mai 2023, après 6 ans de direct sur Twitch.

#### Chaîne e-sport
En octobre 2017, Webedia annonce son intention de lancer une chaîne consacrée au sport électronique, baptisée ES1. Elle reste soumise à l'approbation du CSA. La chaîne, qui proposera des magazines, sessions de jeux en compagnie de champions, compétitions en live ou rediffusées, documentaires exclusifs, est au départ prévue pour le 1er décembre 2017 mais le CSA retarde le lancement de la chaîne à cause notamment de la non-reconnaissance officielle de l'esport comme un sport. La chaîne est finalement lancée officiellement le 10 janvier 2018 sur la TV d'Orange et le 6 février 2018 sur Free et sur Bouygues Telecom.
Webedia annonce en décembre 2019 la distribution de sa chaîne ES1 consacrée à l'esport au Québec en partenariat avec Thema (groupe Canal+), puis en janvier 2020 en France au sein des offres Canal+. En juillet 2020, Webedia annonce que la chaîne ES1 rassemble plus de 1,3 million de téléspectateurs en France. En décembre, ES1 annonce son arrivée en France sur le service Prime Video d'Amazon.
Depuis le 1er février 2022, ES1 a changé de nom pour devenir MGG TV, en référence a MGG, site de gaming et d'esport détenu par Webedia.

#### LeLive

Logo de l'émission Le Live.

Au début de l'année 2020, porté par le succès de LeStream, Webedia met en chantier une nouvelle webTV plus généraliste destinée aux moins de 35 ans, nommée Le Live. De nombreux influenceurs, vidéastes et animateurs venant de tous horizons sont annoncés sur le projet, avec entre autres Kevin Razy, Cyprien, Agathe Auproux, Thomas Thouroude ou encore Domingo. Le Live se veut être le plus gros projet de webTV jamais réalisé en France avec une diffusion sept heures par jour, de 17h à minuit, sur toutes les plates-formes en simultané (Twitch, YouTube, Dailymotion, Instagram...) dans un style radio libre.
Lancé le 3 février 2020, le projet tourne très vite au fiasco : entre problèmes techniques, critiques du public et bannissement de la plate-forme Twitch quelques heures après le lancement à la suite d'insultes à caractère raciste, l'audience de la webTV s'écroule pour ne plus compter que quelques centaines de spectateurs quelques jours plus tard,.
Le vidéaste Squeezie, alors affilié à Webedia, évoque l'« absence de vision artistique » du projet, « tenu par des gens qui n'y connaissent rien, qui ont juste envie de faire des thunes, qui ont zéro passion »,,. De nombreux créateurs se désolidarisent du projet, parfois juste avant la diffusion de leur émission, comme Michou et Inoxtag. Le confinement lié à la pandémie de Covid-19 met un terme au projet à la fin du mois de mai 2020. Après l'arrêt de diffusion, le compte Twitter est renommé Onair et le site Internet cesse d'être accessible.

### Jeux vidéo
En juin 2014, la société devient propriétaire de Jeuxvideo.com à travers L'Odyssée interactive, pour 90 millions d'euros en numéraire. En novembre, Webedia acquiert l'entreprise française Gameo Consulting, détentrice de Millenium, un site spécialisé dans le sport électronique. En décembre 2014, Webedia annonce un accord de licence avec le groupe Ziff Davis pour lancer des sites sous franchise IGN au Brésil et en France. La version française d'IGN est lancée le 2 février 2015 et cible le grand public et les joueurs occasionnels. En septembre 2015, l'acquisition de Mixicom ajoute le site JeuxActu à la liste des actifs du groupe.
En 2016, Webedia accélère son développement dans le secteur du jeu vidéo. En janvier, le groupe acquiert le studio de jeux vidéo mobiles Scimob, basé à Montpellier, qui a notamment développé le jeu 94 %. En octobre, il annonce le rachat d'Oxent, l'entreprise qui organise l'eSports World Convention (à l'occasion notamment de la Paris Games Week) et aussi de Bang Bang Management, entreprise qui gère l'image et la communication de plusieurs figures du sport électronique comme Domingo et Bruce Grannec. De plus, un accord est conclu avec le Paris Saint-Germain pour que Webedia recrute et gère des joueurs de sport électronique pour le compte de Paris Saint-Germain eSports. En novembre, la LFP annonce avoir trouvé un accord avec beIN Sports et Webedia pour la diffusion de la première édition de l'e-Ligue 1. La compétition est renouvelée pour deux saisons supplémentaires le 26 juillet 2017 et les accords de diffusions reconduits.
En février 2017, la FDJ et Webedia annoncent un partenariat pour la création de compétitions d'eSport, une ligue professionnelle (la FDJ Masters League) et d'autres amateurs (les FDJ Open Series) à partir du mois de mars. Elles sont diffusées sur les Web TV de Webedia.
En avril 2018, Webedia dévoile ses ambitions concernant la production de contenus, un partenariat avec le studio de jeux vidéo Focus Home Interactive est signé avec un titre « Fear the Wolves » déjà prévu en 2018, des projets de coproduction de films, de dessins animés ou encore de séries sont annoncés. En octobre, Webedia annonce se concentrer sur les clubs esportifs PSG Esports et LeStream Esport, avec le premier orienté vers les compétitions internationales et le deuxième consacré principalement à la scène française. La marque Millenium se recentre ainsi autour de ses activités de média et de produits de merchandising esport, le club esport Millenium étant progressivement fermé.
À partir de 2018, Webedia s'associe avec Riot Games pour lancer la Ligue française de League of Legends (LFL), première ligue professionnelle française sur le jeu League of Legends, qui rassemble les meilleures équipes de la scène française. En juillet 2020, la LFL reprend du service dans un format adapté à la crise sanitaire, avec une finale organisée à Monaco en octobre. La ligue connaît un succès important en 2021 et 2022 notamment grâce à l'arrivée de la Karmine Corp.
En 2020, Millenium devient MGG et se développe en cinq versions internationales annoncent une refonte de leurs positionnements et identités graphiques.
En juin 2021, à l'occasion du salon E3 consacré à l'industrie du jeu vidéo, Webedia annonce rassembler ses activités média et de gestion de talent dans l'univers du jeu vidéo sous une marque ombrelle internationale People of the Game (POG). Le même mois, la marque Jeuxvideo.com devient JV.

### Gestion de talents et d'influence
En septembre 2015, Webedia acquiert le réseau multichaîne Mixicom auquel sont notamment affiliés les youtubeurs Norman ou Cyprien. L’agence « Talent Web » du groupe voit le jour en 2016.
En juin 2017, la société réalise sa plus grosse acquisition à l'international, celle de l'agence américaine 3BlackDot, spécialisée dans la gestion de talents pour les jeux vidéo. L'agence, installée à Los Angeles, gère 36 youtubeurs suivis par des millions d'abonnés sur leurs chaînes qui totalisent 700 millions de vidéos vues par mois.
Sous différents labels et agences, le groupe gère de nombreux influenceurs comme Michou et Inoxtag (depuis 2019), Bilal Hassani ou encore Guillaume Pley. En juin 2019, le groupe s'allie avec Michel Cymes, en prenant une part majoritaire dans sa société Club Santé Débat, afin de développer une plateforme santé autour de la marque « Dr. Good ». En septembre 2020, le joueur de tennis Gael Monfils et le nageur paralympique Théo Curin intègrent le portfolio des talents esport et sport managés par Webedia pour leur communication digitale,.
À l'été 2020, Squeezie quitte le groupe, suivi par Mcfly et Carlito, le comédien Léopold ou encore les joueurs Laink et Terracid, soulevant les contraintes du groupe qui s'occupe de la production et la régie publicitaire des vidéos produites par les entrepreneurs et les inconvénients de ce modèle,.
En mars 2021, Webedia rassemble l'ensemble de ses labels de gestion de nouveaux talents sous l'ombrelle Webedia Creators, et annonce à cette occasion l'arrivée du collectif de tiktokeurs La French House au sein de ses créateurs ainsi que de la société Smile Conseil qui représente notamment l'influenceur Just Riadh,, Fatou Guinea ou encore l'influenceuse Crazy Sally. La stratégie du groupe s'étire des micro-influenceurs avec Talent Web Academy à la gestion de personnalités-vedettes.
Le groupe a également acquis l’entreprise Sampleo en 2021 dont l'activité est la nano-influence.
En 2024, plusieurs personnalités rejoignent les activités de Webedia. Le créateur de contenus Joyca intègre le groupe en janvier. En septembre, le documentaire Kaizen réalisé par Inoxtag et coproduit par la société IDZ (filiale de Webedia), rencontre un large succès en salle et sur YouTube, devenant la vidéo la plus visionnée de l’année sur la plateforme. En décembre, la chanteuse Lorie Pester s’associe également au groupe dans le cadre de projets liés au pôle Webedia Care.

### Productions audiovisuelles

#### Télévision / Films
Le 19 janvier 2017, Webedia annonce le rachat de l'anglais Peach Digital, spécialisé dans le développement web et le marketing numérique auprès des acteurs de l’exploitation cinématographique.
En 2017, Webedia s'allie avec Elephant, la société de production audiovisuelle d’Emmanuel Chain, afin de créer un nouveau label de production de contenus destiné à la génération des milléniaux. Deux ans plus tard, Emmanuel Chain cède le contrôle de l'entreprise à Webedia qui achète 51 % de la société de production audiovisuelle,,. La volonté des deux groupes est de créer des contenus – séries, documentaires, magazines – pour les plates-formes de streaming payant, la télévision et les réseaux sociaux. L’indépendance éditoriale d’Elephant est garantie par un pacte d’actionnaires et le chiffre d'affaires estimé du groupe après ce rachat s’élève à 500 millions d’euros.
Le 14 novembre 2019, le film Queen and Slim avec Daniel Kaluuya et Jodie Turner-Smith, co-produit par Webedia via sa filiale 3BlackDot et distribué par Universal Pictures, sort aux États-Unis. Il engrange plus de 47 millions de dollars de recettes dans le monde.
En 2021, Nolita, qui produit des longs métrages de cinéma comme Les Souvenirs et Il a déjà tes yeux, des fictions comme Balle perdue et des documentaires comme Montre jamais ça à personne, rejoint le groupe,.

#### YouTube
En juillet, le groupe acquiert IdzProd, une société de production audiovisuelle, et renforce ainsi ses activités de production et son leadership sur les réseaux de chaînes YouTube en France. Elle est spécialisée dans la création de fictions, clips, films publicitaires et promotionnels.
Le 16 novembre 2020, Webedia s'associe à Jamy Gourmaud pour créer une nouvelle marque éditoriale autour de la connaissance et du savoir, Epicurieux. La marque se décline sur les réseaux sociaux et vidéo (Facebook, Instagram, YouTube, Snapchat. Elle contribue à l'émission télévisée « C Jamy » présentée par Jamy Gourmaud diffusée sur France 5 et produite par Elephant,.

#### Twitch
Depuis 2024, Webedia produit Ma Vie Pro (MVP), un média sur le monde du travail à destination des jeunes , présenté par Samuel Etienne sur Twitch.

### Autres activités
Le 4 juin 2015, Webedia annonce le rachat du groupe Easyvoyage, spécialisé dans les comparateurs de voyages en ligne (Easyvol, Alibabuy) pour une prise de capital de 57 % d'ici à la fin de l'été 2015.
Le 19 mai 2016, Webedia annonce l'acquisition de Surprizemi, une société spécialisée dans la confection de boxes surprises livrées à domicile, fondée en 2013 par Julien Radic et Maxime Lemarchand. En décembre, Webedia s'associe avec Chronopost pour lancer le site « Pourdebon.com », un service de livraison à domicile qui met en relation les internautes et producteurs labellisés (AOC, bio AB, etc.). Webedia est légèrement majoritaire (53 %) dans cette nouvelle plateforme. Dans le même domaine, le groupe investit dix millions d'euros en février 2017 dans Illico Fresco, un service de livraison à domicile de paniers-recettes. En janvier 2018, la marque s'associe avec Weight Watchers, le leader mondial des produits minceur.
En janvier 2018, Webedia lance une agence de marketing sportif : Only Sports & Passions.
Le 13 novembre 2018, Webedia cède au groupe SEB la branche internationale du site de recettes français 750g composée de Gourmandize (États-Unis et Royaume-Uni), HeimGourmet (Allemagne), Rebañando (Espagne), Receitas Sem Fronteiras (Brésil/Portugal) et Tribù Golosa (Italie). Le groupe conserve la version française dont il modifie le positionnement et la charte graphique en 2020. En décembre 2020, l'audience de 750g est de 10,3 millions de visiteurs uniques mensuels.

## Présence internationale
Outre sa présence en France, le groupe Webedia décide au milieu des années 2010 de dupliquer son modèle à l'international et concentrer ses efforts dans les pays où les Américains ne sont pas présents : le Brésil, l’Allemagne, l’Espagne, le Moyen-Orient et la Turquie. En décembre 2018, le Brésil est le premier pays du groupe en termes d’audience avec 60 millions de visiteurs uniques mensuels, suivi par la France (48 millions) et l'Espagne (24 millions).

### Allemagne
En juillet 2014, Webedia acquiert l'entreprise allemande Moviepilot pour 13 millions d'euros,.
Le groupe Webedia est présent en Allemagne avec les sites internet de cinéma et de séries Filmstarts, version allemande d'Allociné et Moviepilot (de). Il regroupe également plusieurs sites de jeux vidéo et d’esport comme GameStar, premier site d'actualité du jeu vidéo en Allemagne, GamePro (de) et Mein MMO.
Il gère les talents des labels Allyance Network, spécialisé dans le jeu vidéo et la culture pop qui représente notamment le collectif PietSmiet (de) et Flow:fwd représentant des influenceurs dans les thématiques du jeu vidéo, du lifestyle, de l'humour, du fitness.
Le groupe est également propriétaire de l’agence de production événementielle Flimmer spécialisée dans les univers du cinéma et du divertissement.

### Brésil
En septembre 2015, Webedia acquiert 50 % du réseau brésilien Paramaker.
Le 29 mars 2017, Webedia rachète l'éditeur brésilien Minha Vida, site consacré à la santé, à la nutrition, à la beauté et à la remise en forme, qui rassemble 14,3 millions de visiteurs uniques mensuels. Webedia atteint 44 millions de visiteurs uniques au Brésil, et devient ainsi le premier éditeur sur les thématiques du divertissement.
La présence de Webedia au Brésil comprend le site internet AdoroCinema (pt), version brésilienne d'Allociné, les sites de jeux vidéo et d'esport IGN Brasil et MGG Brasil. Les autres sites internet du groupe générant du trafic dans le pays sont TudoGostoso (cuisine et gastronomie), les sites de divertissement et de pop culture Purepeople et Purebreak ou encore Hypeness, site consacré à l'innovation et à la créativité.
Webedia est également propriétaire de la chaîne humoristique Parafernalha aux 12,5 millions d'abonnés sur YouTube et 5,5 millions sur Facebook et de Minhavida, le plus grand portail brésilien de santé et de bien-être avec 19 millions de visiteurs uniques mensuels.

### Espagne et Amérique latine
En octobre 2018, l'entreprise annonce le rachat de Weblogs, éditeur de site web hispanophone et renforce ainsi son activité en Espagne et en Amérique Latine.
La filiale espagnole du groupe, intitulée Webedia España, possède différents actifs qui rassemblent 24 millions de visiteurs uniques mensuels. Outre SensaCine (es), la version espagnole d'Allociné, elle a développé la version espagnole d'IGN et de MGG. Les autres sites internet possédés par le groupe dans le pays sont : Espinof (cinéma et séries), 3DJuegos (portail d'actualité du jeu vidéo), Director al paladar (cuisine et gastronomie), Poprosa (divertissement), les sites de lifestyle Vitonica, Trendencias, Decoesfera, Compradiccion et Motorpasion ainsi que les sites technologiques Xataka — premier site d'actualité high-tech en Espagne —, Applesfera, Genbeta et Magnet. Elle possède l'agence de talents Vizz qui représente notamment El Rubius, Willyrex (es) et Vegetta777 ; ainsi que le studio de création de jeu vidéo Raiser games qui édite notamment YouTubers Life (en).
Dans la région mexicaine et d'Amérique latine, la filiale latine gère également les sites mexicains de SensaCine (es), de 3DJuegos, de Director al paladar, de Motorpasion et de Xataka (premier site d'actualité high-tech hispanophone). Elle y possède l'agence de talents Vizz Latam qui représente notamment Anna Sarelly, Azttek Wolf ou encore Isa Salas.
Le 4 octobre 2020, Webedia et Banijay Iberia lancent « Top Gamers Academy » en Espagne, la première émission de télé-réalité dans l'univers du jeu vidéo. Ce programme, qui réunit les plus grands youtubeurs espagnols comme ElRubius et The Grefg, est diffusé sur la chaine espagnole Neox et sur les réseaux sociaux et vidéo, notamment sur Twitch et YouTube.

### États-Unis
En décembre 2015, Webedia annonce le rachat de West World Media, société américaine de marketing numérique spécialisée dans l'industrie du cinéma.
En décembre 2017, Webedia prend une participation majoritaire dans la société Creators Media basée aux États-Unis, qui regroupe des plateformes sociales et de production vidéo spécialisées dans la culture populaire et le divertissement.
En juillet 2018, Webedia rachète la société d'auteurs américaine Full Fathom Five, société aidant des auteurs à produire des livres, séries TV, films et jeux vidéo.
Webedia est présent aux États-Unis via les activités suivantes The Boxoffice Company, filiale proposant des services, technologies et magazines à destinations des professionnels du cinéma, issue des rachats de Côté Ciné Group, de West World Media de Peach Digital et de Film Journal International. Elle édite notamment BoxOffice, magazine professionnel cinématographique créé en 1920.
La filiale 3BlackDot est agence de gestion de talents et influenceurs sur YouTube et Twitch, représentant notamment VanossGaming (en), qui a produit le film Queen and Slim ou encore le jeu Dead Realm (en).

### Moyen-Orient
En novembre 2017, Webedia, avec le soutien de CDC International Capital, entre en négociations exclusives avec la société saoudienne Uturn Entertainment, spécialisée dans le divertissement en ligne, notamment sur YouTube, et la production des contenus numériques à destination de la jeunesse de la région, en vue de la fusionner avec Diwanee, filiale de Webedia au Moyen-Orient, pour un montant avoisinant les 100 millions de dollars. Depuis le groupe co-détient avec Five Capital (CDC International Capital) la filiale Webedia Arabia, fusion de sa précédente filiale Diwanee et de la société Uturn Entertainment, avec des implantations aux Émirats arabes unis, au Liban et en Arabie saoudite.
La filiale gère les médias liés au jeu vidéo Saudi Gamer et MGG MENA, le site de gastronomie Atyabtabkha et ceux de lifestyle Yasmina et 3a2ilati. Sa société de gestion de talents au Moyen-Orient se nomme Uturn Entertainment. Le groupe possède également deux studios de production au Moyen-Orient : Full Stop Creatives et Made in Saudi Films.

### Autres pays
Le groupe Webedia est présent en Turquie autour d'une seule activité, une version turque d'Allociné dénommée Beyazperde (tr). Il est également présent en Écosse, à Glasgow, pour son activité The Boxoffice Company, et à Singapour.

## Organisation

### Gouvernance
Christian Bombrun est le président-directeur général de Webedia, Véronique Morali présidente du directoire.

### Siège
À la fin du mois de janvier 2015, il est annoncé que Webedia souhaite déplacer les locaux de Jeuxvideo.com à Paris dans l’immeuble qui regroupe ses autres sites internet thématiques, en proposant aux 47 salariés de quitter le siège d’Aurillac contre une compensation. Selon la direction du site, 17 à 18 employés déclinent l'offre et sont licenciés.
Fort du succès de ses talents au début des années 2020, de nombreux jeunes fans attendent devant le siège de l'entreprise pour rencontrer les vedettes, nécessitant une sécurité importante.

### Résultats financiers
En 2016, la publicité représente près de 70 % des recettes du groupe. En 2015, la stratégie d'acquisitions fait décoller le chiffre d'affaires de 62 à 135 millions d'euros, même si la rentabilité reste faible.
Le bilan de Webedia, pour l'année 2015, fait apparaitre un chiffre d'affaires de 57 453 600 € (en hausse de + 19 M€), mais un résultat net en perte de -4 267 100 € (-56,72 % par rapport à 2014). Les trois bilans déposés au greffe du tribunal de Commerce (2012, 2014 et 2015) n'ont jamais fait apparaitre un résultat net bénéficiaire[réf. nécessaire].
En 2015, un chiffre d'affaires correspondant aux activités numériques de Fimalac (soit Webedia) est publié, 134,6 M€. En 2016, le chiffre d'affaires est de 214,4 M€ soit une augmentation de 59,2 % par rapport à 2015. En 2017, le chiffre d'affaires atteint 302 M€ (+40,9 %) avec un objectif de cinq cents M€ d'ici à 2020. En 2018, le chiffre d'affaires est de quatre cents M€, avec un résultat net de soixante M€.
En mai 2019, Marc Ladreit de Lacharrière annonce que l'objectif de Webedia est de doubler son chiffre d'affaires dans les cinq ans à venir. En 2022, Webedia est la branche la plus rentable du groupe Fimalac.